# Siecq
Siecq ist eine französische Gemeinde mit 213 Einwohnern (Stand: 1. Januar 2022) im Département Charente-Maritime in der Region Nouvelle-Aquitaine (vor 2016: Poitou-Charentes); sie gehört zum Arrondissement Saint-Jean-d’Angély und zum Kanton Matha. Die Einwohner werden Siecquois und Siecquoises genannt.

## Geographie
Siecq liegt etwa 75 Kilometer ostsüdöstlich von La Rochelle in der Saintonge. Umgeben wird Siecq von den Nachbargemeinden Beauvais-sur-Matha im Norden, Saint-Ouen-la-Thène im Nordosten, Bresdon im Osten und Nordosten, Neuvicq-le-Château im Südosten, Macqueville im Süden, Ballans im Südwesten, Louzignac im Westen sowie Massac im Nordwesten.

## Bevölkerungsentwicklung
| Jahr                       | 1962 | 1968 | 1975 | 1982 | 1990 | 1999 | 2006 | 2017 |
| Einwohner                  | 272  | 256  | 268  | 235  | 215  | 200  | 205  | 215  |
| Quellen: Cassini und INSEE |      |      |      |      |      |      |      |      |

## Sehenswürdigkeiten
- Kirche Saint-Julien, 1878 erbaut

Siehe auch: Liste der Monuments historiques in Siecq

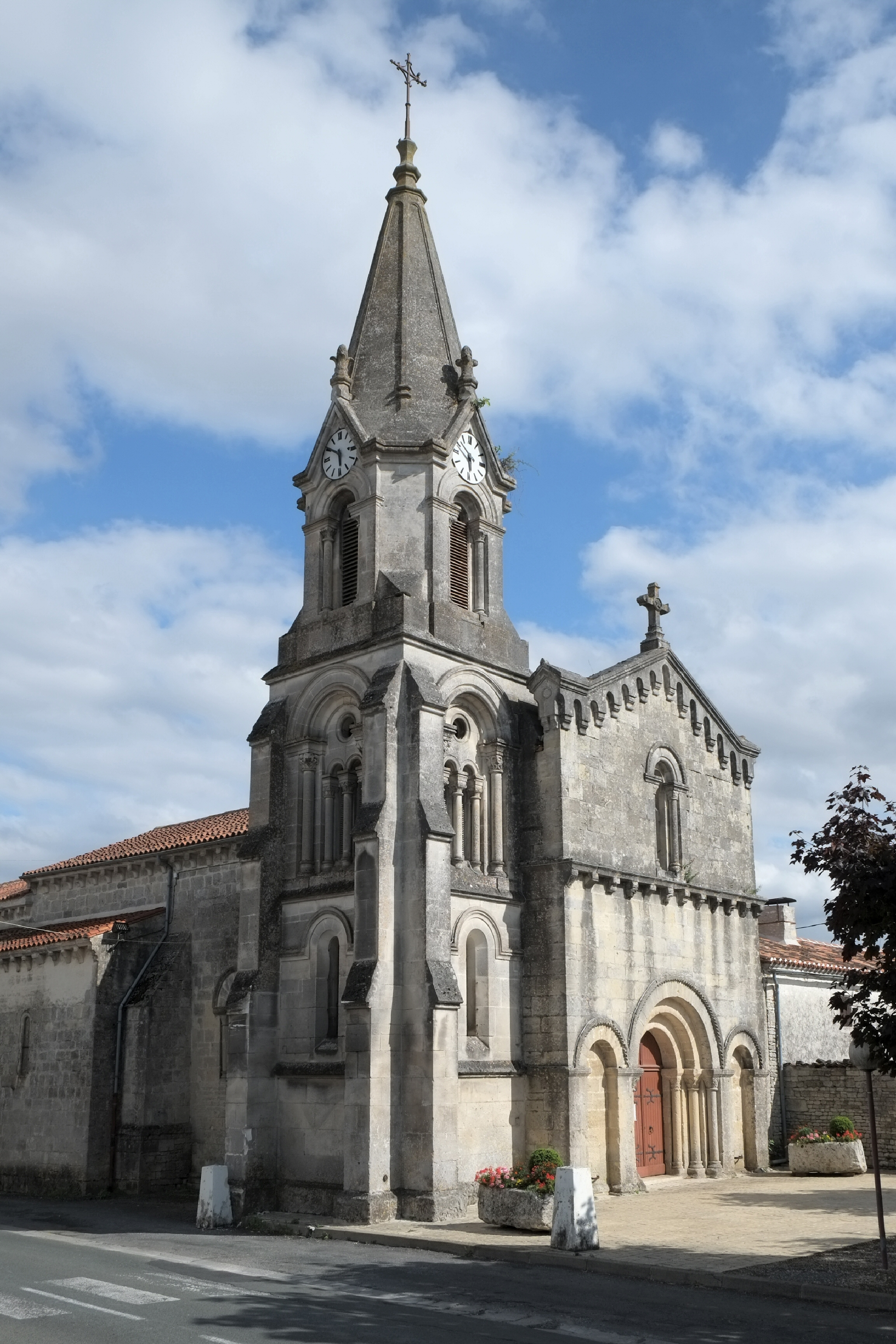
Kirche Saint-Julien